# علم التقانة
يشير علم التكنولوجيا في الاستخدام الشائع إلى النشاط البشري العالمي القائم على الأداء التكنولوجي جنبا إلى جنب مع المنهج العلمي الحديث نسبيا التي وقعت في أوروبا خلال 17 و 18 قرون.

## نبذة
علم التكنولوجيا هو دراسة كيفية تفاعل البشر مع التكنولوجيا باستخدام الطريقة العلمية. وبالتالي، يشمل علم التكنولوجيا تاريخ التطبيق البشري للتكنولوجيا والأساليب العلمية الحديثة، بدءً من التطوير المبكر للتقنيات الأساسية للصيد أو الزراعة أو التربية (مثل البئر، القوس، المحراث، السرج) وكل طريق من خلال ذرية التطبيقات والتكنولوجيا الحيوية والروبوتات وعلوم الكمبيوتر. ويمكن العثور على هذا الاستخدام الأكثر شيوعًا وشاملًا للمصطلح العلوم التكنولوجية في الكتب والمحاضرات العامة المتعلقة بتاريخ العلوم.
يوجد استخدام بديل أضيق في بعض دراسات العلوم الفلسفية والتكنولوجيا. وفي هذا الاستخدام، العلوم التوكنولوجيا يشير تحديدا إلى التكنولوجيا والسياق الاجتماعي للعلم. ويدرك العلم التكنولوجي أن المعرفة العلمية ليست مشفرة اجتماعيًا وموقعًا تاريخيًا ولكنها مستدامة ومتينة من خلال الشبكات المادية (غير البشرية). يشير العلم التكنولوجي إلى أن مجالات العلوم والتكنولوجيا مرتبطة وتنمو معًا، وتتطلب المعرفة العلمية بنية أساسية للتكنولوجيا من أجل البقاء ثابتة أو لكي تمضي قدمًا.
تم تعميم الاستخدام الفلسفي للأخر مصطلح للعلوم التكنولوجية من قبل الفيلسوف الفرنسي جاستون باشلارد في عام 1953.   وتم تعميمها في اللغة الفرنسية من قبل الفيلسوف البلجيكي جيلبرت هوتوا في أواخر السبعينيات وأوائل الثمانينيات، ودخلت الاستخدام الأكاديمي للغة الإنجليزية في عام 1987 مع كتاب برونو لاتور العلوم في العمل.
عند ترجمة المفهوم إلى اللغة الإنجليزية، جمع برونو لاتور العديد من الحجج حول العلوم التكنولوجية التي تم تداولها بشكل منفصل في دراسات العلوم والتكنولوجيا من خلال إطار شامل:
1. تداخل التطور العلمي والتكنولوجي كما هو موضح في الدراسات المعملية؛
2. قوة المختبرات (وورش العمل الهندسية) لتغيير العالم كما نعرفه من ثم تجربته؛
3. الشبكات السلسة التي تربط العلماء والمهندسين والقطاعات المجتمعية في الممارسة الفعلية (مفهوم جون لو للهندسة غير المتجانسة)؛
4. نزعة العالم العلمي التكنولوجي لخلق هجينة جديدة للثقافة الطبيعة، وبالتالي تتعقد الحدود بين الطبيعة والثقافة. [5]

## المستويات المفاهيمية للتكنولوجيا الفلسفية
نحن ننظر إلى مفهوم العلوم التكنولوجية من خلال النظر في ثلاثة مستويات: مستوى تحليلي وصفي، ومستوى التفكيكي، ومستوى البصيرة.

### التحليل الوصفي
في مستوى التحليل الوصفي، تفحص الدراسات العلمية التكنولوجية الدور الحاسم للعلم والتكنولوجيا في كيفية تطوير المعرفة. ولكن ما هو الدور الذي تلعبه مختبرات البحث الكبيرة التي تجري فيها التجارب على الكائنات الحية، عندما يتعلق الأمر بطريقة معينة للنظر في الأشياء المحيطة بنا؟ إلى أي مدى تشكل مثل هذه التحقيقات والتجارب والرؤى وجهات نظر «الطبيعة» والأجسام البشرية؟ كيف ترتبط هذه الأفكار بمفهوم الكائنات الحية كعوامل حيوية؟ إلى أي مدى تعمل هذه الأفكار على إثراء الابتكار التكنولوجي؟ هل يمكن فهم المختبر على أنه استعارة للبنى الاجتماعية في مجملها؟

### مفكك
في المستوى التفكيكي، يجري العمل النظري في مجال التكنولوجيا لمعالجة الممارسات العلمية بشكل نقدي، على سبيل المثال برونو لاتور (علم الاجتماع)، دونا هاراواي (تاريخ العلوم)، وكارين باراد (الفيزياء النظرية). يشار إلى أن الأوصاف العلمية قد تكون موضوعية فقط. والأوصاف لطابع فوري، وأن هناك طرقًا لإزالة الغموض عنها. وبالمثل، يتم البحث عن أشكال جديدة لتمثيل المشاركين في البحث.

### البصيرة
على المستوى البصري، يشمل مفهوم العلوم التكنولوجية عددًا من التقنيات الاجتماعية والأدبية والفنية والمادية من الثقافات الغربية في الألفية الثالثة. ويتم ذلك من أجل التركيز على التفاعل بين المناطق المنفصلة حتى الآن والتشكيك في رسم الحدود التقليدية: وهذا يتعلق بالحدود المرسومة بين التخصصات العلمية وكذلك تلك التي يتم دعمها بشكل عام، على سبيل المثال ما بين البحث، والتكنولوجيا، والفنون، والسياسة. يتمثل أحد هذه الأهداف توسع مصطلح «'technology» (الذي يعود بالأصل إلى ل " 'techné " اليونانية وكل ما يلي من: الفنون والحرف اليدوية والمهارات)و من أجل التفاوض على إمكانيات المشاركة في إنتاج المعرفة والتفكير في إستراتيجية التحالفات. ويمكن أن يقترن العلم التقني بعدد من المجالات الدراسية الابتكارية متعددة التخصصات التي ظهرت في السنوات الأخيرة مثل التقنيات، و أخلاقيات التكنولوجيا , والتكنوقراطية.

## الأوجه

### اجتماعي
كما هو الحال مع أي موضوع، يكمن علم التكنولوجيا ضمن سياق اجتماعي واسع يجب مراعاته. ويناقش باحث دراسات العلوم والتكنولوجيا سيرجيو سيسموندو ان «لن تظهر الرؤية التقنية ولا الرؤية الاجتماعية دون وجود الآخر، على الرغم من وجود جهود متضافرة كافية يمكن الجمع بينهما على حد سواء». بغض النظر عن الفصل المتكرر بين المبدعين والمستهلكين، يجادل سيسموندو بأن تطوير التقنيات على الرغم من تحفيزها هي مازلت عملية اجتماعية بطبيعتها.
يقول دانييل لي كلاينمان (2005) إن العلوم التكنولوجية متجذرة بعمق في حياة الناس اليومية لدرجة أن تطوراتها موجودة خارج مساحة للتفكير النقدي والتقييم. غالبًا ما يُنظر إلى أولئك الذين يحاولون التشكيك في تصور التقدم باعتباره مسألة تتعلق بمزيد من التكنولوجيا على أنهم أبطال الركود التكنولوجي. والاستثناء من هذه العقلية هو عندما ينظر الشخص إلى التطور على أنه يهدد رفاه الإنسان أو البيئة. وهذا ينطبق على المعارضة الشعبية للمحاصيل المعدلة وراثيا، حيث لم يكن التشكيك في صحة الزراعة المحتكرة والوراثة الحاصلة على براءة اختراع ببساطة كافياً لإثارة الوعي.

### سياسي
العلوم والتكنولوجيا هي أدوات تغير الهياكل الاجتماعية والسلوكيات باستمرار. يمكن اعتبار العلوم التكنولوجية كشكل من أشكال الحكومة أو امتلاك سلطة عند الحكومة بسبب تأثيرها على المجتمع. يمتد التأثير إلى الصحة العامة والسلامة والبيئة وما بعدها. تؤدي الابتكارات إلى إحداث تغييرات جذرية وتغيير جذري في طريقة عيش الناس. على سبيل المثال، تمنح C-SPAN ووسائل التواصل الاجتماعي الناخبين الأمريكيين نظرة شبه فورية للكونغرس. وقد سمح هذا للصحافيين والناس بمحاسبة المسؤولين المنتخبين لديهم بطرق جديدة.

### بيئي
ساعد الكيميائيون بالكلور ومعارفهم العلمية في وضع جدول الأعمال للعديد من المشاكل البيئية: مركبات ثنائي الفينيل متعدد الكلور في نهر هدسون هي مركبات ثنائية الفينيل متعددة الكلور؛  دي دي تي، وديلدرين، وألدرين هي مبيدات حشرية مكلورة؛ مركبات الكربون الكلورية فلورية التي تستنفد طبقة الأوزون هي مركبات الكربون الكلورية فلورية. لقد قامت الصناعة بالفعل بتصنيع المواد الكيميائية وقام المستهلكون بشرائها. لذلك، يمكن للمرء أن يقرر أن الكيميائيين ليسوا السبب الوحيد لهذه القضايا، ولكنهم ليسوا ملامين.